# Devils Thumb (Alaska/British Columbia)
Devils Thumb är ett berg som ligger på gränsen mellan Kanada och USA.   Det ligger i nordvästra delen av British Columbia, samt i sydöstra delen av Alaska. Toppen på Devils Thumb är 2 706 meter över havet, eller 1 198 meter över den omgivande terrängen. Bredden vid basen är 18,5 km.